# Sklípkan herkules
Sklípkan herkules (Hysterocrates hercules) je africký sklípkan žijící v pásu od Beninu přes Ghanu, Kamerun do Nigérie.

## Popis
Zbarvení je variabilní od světle rezavé, přes hnědou až po temně černou. V těle dosahuje velikosti až 8 cm.
V zajetí je nejčastěji chovaným sklípkanem rodu Hysterocrates. Patří mezi zemní hrabavé sklípkany žijící v hlubokých vyhrabaných norách. Nejedná se o příliš útočný druh, je-li vyrušen, obvykle se uchyluje do bezpečí své nory. V případě kdy je zatlačen do kouta, se neváhá postavit do obranného postoje, či spravit výpad. Některé exempláře se však mohou temperamentem lišit. Při kousnutí je nutné vyhledat lékařskou pomoc, jelikož tento druh má silný jed, který může být zdraví nebezpečný.